# 8065 Nakhodkin
8065 Nakhodkin è un asteroide della fascia principale. Scoperto nel 1979, presenta un'orbita caratterizzata da un semiasse maggiore pari a 2,2363374 UA e da un'eccentricità di 0,1239151, inclinata di 2,95122° rispetto all'eclittica.